# KAI-14
Die KAI-14 (russisch КАИ-14) ist ein sowjetisches Segelflugzeug für die 15-m-Standardklasse. Es wurde Anfang der 1960er Jahre am Kasaner Luftfahrtinstitut (Казанский авиационный институт, Kasanski Awiazionny Institut) unter der Leitung von M. P. Simonow entwickelt.

## Einsatz
Bei der Segelflugweltmeisterschaft von 1965, die vom 29. Mai bis zum 13. Juni in South Cerney ausgetragen wurde, nahmen zwei KAI-14 teil, die aber sehr enttäuschend abschnitten. Schon im Vorfeld war vermutet worden, dass das Flugzeug durch die schlechte Sicht nach vorn, bedingt durch die liegende Position des Piloten, für die in England vorhandenen typischen Außenlandeflächen, die meist aus von Hecken umgebenen kleinen Wiesen bestanden, wenig geeignet sein würde. Die Prognose bestätigte sich, als eine KAI-14 bei einer Außenlandung ihr Leitwerk verlor. Sie konnte zwar repariert werden, verlor aber drei Wertungstage. Nachdem das Flugzeug von Angehörigen der RAF wieder instand gesetzt werden konnte, havarierte zwei Tage später auch die zweite KAI-14.

## Aufbau
Die KAI-14 ist ein freitragender Schulterdecker in Ganzmetall-Halbschalenbauweise mit Laminarprofil und V-Leitwerk.

## Technische Daten
| Kenngröße              | Daten                                                                           |
| ---------------------- | ------------------------------------------------------------------------------- |
| Besatzung              | 1                                                                               |
| Spannweite             | 15,00 m                                                                         |
| Länge                  | 5,82 m                                                                          |
| V-Stellung             | Tragwerk 4° Leitwerk 104°                                                       |
| Startmasse             | 260 kg                                                                          |
| Bruchlastvielfaches    | 9                                                                               |
| Höchstgeschwindigkeit  | 250 km/h maximal zulässig 100 km/h im Windenschlepp 140 km/h im Flugzeugschlepp |
| Mindestgeschwindigkeit | 65 km/h                                                                         |
| geringstes Sinken      | 0,6 m/s bei 78 km/h                                                             |
| Gleitzahl              | 39 bei 84 km/h                                                                  |